# Андреева, Наталья Евгеньевна
Наталья Евгеньевна Андреева (род. 24 октября 1933) — советский и российский учёный в области гематологии и иммунопатологии, доктор медицинских наук (1981), профессор (1988). Лауреат Государственной премии СССР (1987).

## Биография
Родилась 24 октября 1933 года в Витебске.
С 1952 по 1957 год обучалась в 1-м Ленинградском медицинском институте имени академика И. П. Павлова.
С 1957 по 1960 год на клинической работе в системе Мурманского управления здравоохранения в качестве участкового врача и заведующей терапевтическим отделением Мурманской городской больницы. С 1960 года на научно-исследовательской работе в Институте терапии АМН СССР в качестве аспиранта, младшего и старшего научного сотрудника. Ученица и последователь научных воззрений академика И. А. Кассирского.
С 1965 года помимо научной занимается и педагогической работой в Центральном институте усовершенствования врачей (с 1994 года — Российская медицинская академия последипломного образования) и одновременно в терапевтическом отделении (гастроэнтерологическом) Центральной клинической больницы имени Н. А. Семашко этого института в качестве ассистента, доцента и с 1981 года профессора кафедры гематологии и интенсивной терапии.

### Научно-педагогическая деятельность и вклад в науку
Основная научно-педагогическая деятельность Н. Е. Андреевой была связана с вопросами в области гематологии и иммунопатологии, в том числе патологии иммуноглобулинов, занималась исследованиями гемобластозов (опухолевых заболеваний кроветворной системы), иммунодефицитным и тромбоцитопеническим состояниями и методами лечения и профилактики этих болезней, под руководством Н. Е. Андреевой была обнаружена активность иммуноглобулинов, которые синтезировались при миеломной болезни и предложила методику лечения этой болезни.
В 1966 году защитила кандидатскую диссертацию по теме: «Миеломная болезнь: плазмоклеточный парапротеинемический ретикулез», в 1981 году — доктор медицинских наук. В 1988 году ВАК СССР ей было присвоено учёное звание профессор. Н. Е. Андреева являлась автором более ста научных трудов и монографий, в том числе: «Миеломная болезнь» (М., 1966) и «Иммуноглобулинопатия» (М., 1985). В 1987 году за цикл работ «Новые методы диагностики и интенсивной терапии при заболеваниях системы крови» (1978—1985) она была удостоена Государственной премии СССР в области науки и техники.

## Основные труды
- Миеломная болезнь: (Плазмоклеточный парапротеинем. ретикулоз) / Г. А. Алексеев, Н. Е. Андреева ; Акад. мед. наук СССР. - Москва : Медицина, 1966. - 245 с.
- Парапротеинемические гемобластозы и симптоматические парапротеинемии. - Москва : ЦОЛИУВ, 1978. - 26 с.
- Тромбоцитопенические геморрагические состояния. - Москва : ЦОЛИУВ, 1978. - 24 с.
- Иммуноглобулинопатии. - Москва : Медицина, 1985. - 241 с.
- Диагностика и лечение множественной миеломы : Метод. пособие / Н. Е. Андреева; Рос. мед. акад. последиплом. образования, Каф. гематологии и интенсив. терапии. - М. : О-во "Право на жизнь" : Эребус, 1994. - 23 с. ISBN 5-86335-003-2[5]

## Награды
- Государственная премия СССР в области науки и техники (1987 — «за цикл работ «Новые методы диагностики и интенсивной терапии при заболеваниях системы крови» (1978—1985)»)[4]